# Nastika
Nastika, sanskrit (नास्तिक) antonym till astika, en som ser, d.v.s. "en som inte ser" eller "förnekare", i indisk filosofi term för indiska läror som inte erkänner Veda (och bryter med den ortodoxa filosofin genom att förneka till exempel Guds, Bramans eller människosjälens (atmans) existens eller själavandringsläran m.m.) 
Exempel på sådana filosofier är Buddhism, Sikism och Jainism samt de materialiska ideologierna Carvaka och Lokayata. De sex ortodoxa (astika) indiska filosofigrenarna är (darshanas): Vedanta, Samkhya, Nyaya, Yoga, Purva Mimamsa och Vaisheshika. I dessa ingår de fyra hinduistiska huvudgrupperna: Saivism, Shaktism, Vaishnavism och Smartism.